# Spekkoek

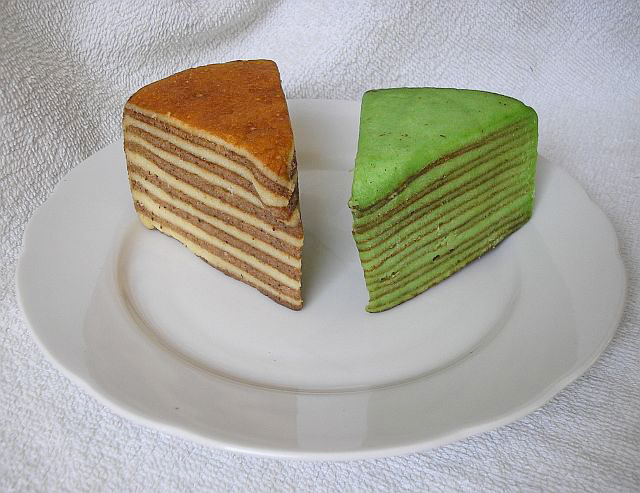
Spekkoek, natural e flavorizado com pandan

Spekkoek (Indonésio: spekuk ou lapis legit, malaio: kek lapis) é uma iguaria indonésia, que se assemelha a um bolo ou biscoito. O prato se originou durante o período da colonização holandesa no país, e é muito popular nos Países Baixos até os dias atuais.

## Origem
Originalmente, nome spekkoek na Holanda era dado a um tipo de panqueca assada em gordura de porco. Posteriormente, o nome passou a significar um bolo em camadas, originário das Índias Orientais Neerlandesas. Embora o spekkoek contenha ingredientes particulares, o bolo se assemelha a outros bolos em camada, como a bebinca, originária das antigas colônias portuguesas na Ásia, e o baumkuchen alemão. Como a Batávia foi amplamente povoada no século XVII por mardicas e escravos de ex-colônias portuguesas, é possível que eles tenham introduzido a bebinca na região, que foi transformada no spekkoek atual.

## Características
O spekkoek consiste em um bolo rico feito de finas camadas em duas cores, que se alternam. Na receita original, a cor mais escura é obtida pelo uso de açúcar mascavo, enquanto as camadas de cor mais cara são feitas com açúcar refinado. Posteriormente, surgiram variações da receita que utilizam outros ingredientes para colorir as camadas. Algumas utilizam cacau para a camada escura, por exemplo; outras utilizam ingredientes como folhas de pandan.
A receita leva grandes quantias de manteiga e ovos em sua preparação, resultando em uma massa rica e macia. O spekkoek típico tem as suas camadas escuras temperadas com anis, canela, cardamomo, cravo-da-índia e noz-moscada.
A preparação do spekkoek é trabalhosa, exigindo grande precisão na sobreposição das camadas. Tradicionalmente, a iguaria é reservada para ocasiões especiais.     

## Etimologia
O nome "spekkoek" advém de uma mistura entre as palavras holandesas spek, toucinho, e koek, bolo. O nome se refere à similaridade da aparência do bolo, de listras alternadas claras e escuras, às listras presentes no toucinho.
Em indonésio, o alimento recebe nomes diferentes: usa-se spekuk, derivado da palavra holandesa, lapis legit ou kue lapis. Essa última denominação, no entanto, mais frequentemente se refere a uma outra sobremesa feitas por camadas alternadas de gelatina ou flan coloridos.   